# Aspergilose pulmonar
A Aspergilose pulmonar é uma doença causada pela instalação do fungo Aspergillus fumigatus, um parasita do homem, no pulmão humano. Esse fungo, e por consequência a doença, são próprios de países tropicais.
Os sintomas da aspergilose pulmonar são muito semelhantes ao da tuberculose, e por isso muitas vezes acaba sendo confundido. Os sintomas são dor no tórax, emissão de espectoração com sangue, anorexia e febre elevada.